# Kara no Shoujo
Kara no Shoujo (殻ノ少女?  "Skalets flicka", "Flickan i skalet") är en visuell roman i genrerna deckare och skräck, som utvecklades och släpptes av Innocent Grey till Microsoft Windows den 4 juli 2008 i Japan. Manga Gamer släppte en engelskspråkig version i Europa den 29 juni 2011.

## Uppföljare och relaterade spel

### Cartagra: Affliction of the Soul
Cartagra: Affliction of the Soul är en föregångare till Kara no Shoujo-serien som utspelar sig i samma värld. Spelet släpptes på japanska i Japan den 6 april 2007, och gavs ut av Manga Gamer på engelska den 31 oktober 2014.

### Kara no Shoujo: The Second Episode
En direkt uppföljare, Kara no Shoujo: The Second Episode, släpptes i Japan den 8 februari 2013; även denna planeras ges ut på engelska av Manga Gamer, men något släppdatum har ännu inte tillkännagivits.
Den 11 april 2014 tillkännagav Manga Gamer att de hade tagit emot projektdatafilerna för The Second Episode, och att de snart skulle påbörja översättningen. Den 14 juni 2014 tillkännagav de att översättningsarbetet var igång och att 8 procent av speltexten var färdig. I slutet av april 2015 var översättningen färdig, och cirka två tredjedelar av redigeringsarbetet utfört; enligt Manga Gamer skulle det efter redigeringen behövas "åtminstone en eller två månader" av beta-testning.

### Kara no Shoujo 3
Ett tredje Kara no Shoujo-spel planeras börja utvecklas efter att Innocent Grey har färdigställt sitt episodiska spel Flowers.